# Charles Manners, 4.º Duque de Rutland
Charles Manners, 4.º Duque de Rutland (15 de Março de 1754 - 24 de Outubro de 1787) foi um político e nobre britânico, o filho legítimo mais velho de John Manners, Marquês de Granby. Foi denominado Lorde Roos de 1760 a 1770, e Marquês de Granby de 1770 a 1779.

## Infância e educação
Manners foi educado em Eton e no Trinity College, em Cambridge, graduando-se neste último com um mestrado de nobreza em 1774. Nesse ano, foi eleito um dos dois membros do parlamento pela Universidade de Cambridge. Continuou a manter os substanciais interesses eleitorais da família e a colecionar objetos de arte para decorar o Castelo de Belvoir. Prometeu pagar as dívidas substanciais do pai, mas foi prejudicado pela sua paixão pelo jogo.

## Carreira política
Granby entrou no parlamento em oposição ao Ministério do Norte e como aliado dos Whigs de Rockingham. Agiu apenas como observador até atingir a maioridade e fez o seu discurso inaugural a 5 de abril de 1775, defendendo o livre comércio com as colónias do sul da América. O discurso valeu-lhe os agradecimentos do amigo do pai, Chatham, a quem elogiou, e iniciou uma amizade com William Pitt, o Jovem. Isto desiludiu muito a Corte, e particularmente Lord Mansfield, que pensava em governar o jovem Granby. Durante a Revolução Americana, ele seguiu Chatham ao pedir a reconciliação com a América, e foi um dos que questionaram a conduta do Almirante Keppel em março de 1779. Ele não deu continuidade a isso, e não parece ter falado no Parlamento depois, aderindo ao ducado em 29 de maio de 1779. Ele conseguiu obter uma cadeira para seu amigo Pitt em Appleby em 1780, quando Pitt falhou em uma eleição para a Universidade de Cambridge, e prometeu a ele uma cadeira em um dos distritos de interesse de Rutland no futuro. Apesar do seu próprio interesse parlamentar, apoiou os planos de reforma de Pitt, e os dois homens permaneceram amigos durante toda a vida.
Com a entrada dos franceses na guerra, tornou-se coronel da milícia de Leicestershire e foi nomeado Lorde Tenente de Leicestershire a 9 de julho de 1779, honra concedida pessoalmente por Jorge III. A 30 de outubro de 1782, foi feito Cavaleiro da Jarreteira e Lorde Mordomo da Casa e empossado no Conselho Privado a 17 de fevereiro de 1783. Shelburne trouxe-o então para o gabinete; mas a nomeação encontrou um verdadeiro desagrado e levou à demissão de Grafton e ao colapso do ministério. Rutland era agora um aliado de Pitt e, após o seu mandato como primeiro-ministro, tornou-se Lorde do Selo Privado em dezembro de 1783. Rutland foi nomeado Lorde Tenente da Irlanda a 11 de fevereiro de 1784. Este estava entusiasmado com a política irlandesa de Pitt e com a união legislativa que esta implicava, mas tornou-se cada vez mais duvidoso da sua implementação. Em 1785, Pitt e Rutland elaboraram com sucesso um plano comercial no Parlamento irlandês, inicialmente contra a oposição de Henry Grattan e Henry Flood. No entanto, a oposição Foxite na Câmara dos Comuns britânica destruiu de tal forma a medida com emendas que foi rejeitada na sua nova forma na Irlanda. Embora a oposição irlandesa se tenha reconciliado mais tarde com a boa-fé de Pitt em relação ao comércio, o episódio desmoralizou Thomas Orde, o secretário-chefe da Irlanda, e dificultou ainda mais os esforços de reforma.
Rutland tornou-se cada vez mais popular como vice-rei, em parte devido à sua natureza sociável e aos amplos banquetes no Castelo de Dublin. No verão de 1787, fez uma longa e rigorosa viagem pelas terras centrais e pelo norte da Irlanda, mas o seu consumo excessivo de clarete estava a afetar a sua saúde. Morreu de doença hepática a 24 de outubro de 1787 na Loja Viceregal em Phoenix Park, Dublin.

## Casamento e descendência
A 26 de dezembro de 1775, casou com Lady Mary Isabella Somerset (falecida em 1831), filha de Charles Somerset, 4.º Duque de Beaufort e de uma beldade famosa, famosa pela sua elegância e bom gosto. Foi uma das anfitriãs mais proeminentes da sociedade, e Sir Joshua Reynolds pintou o seu retrato quatro vezes. Charles e Mary tiveram seis filhos:
- Elizabeth Isabella Manners (falecida a 5 de outubro de 1853), casou a 21 de agosto de 1798 com Richard Norman (sobrinho do Almirante John Montagu); seu filho O Rev. Cónego John Frederic Norman casou com a sua prima Lady Adeliza Elizabeth Gertrude Manners (filha do 5.º Duque);
- John Henry Manners, 5.º Duque de Rutland (1778–1857), teve descendência;
- Katherine Mary Manners (morreu a 1 de maio de 1829), casou a 16 de junho de 1800 com Cecil Weld-Forester, 1º Barão Forester General;
- Charles Henry Somerset Manners (24 de outubro de 1780 - 25 de maio de 1855), morreu solteiro;
- Major-General Robert William Manners (14 de dezembro de 1781 - 15 de novembro de 1835);
- William Robert Albanac Manners (1783–1793). Mais tarde na vida, terá sido amante de Elizabeth Billington.

## Outras ligações
- Manners genealogy
- Duques de Rutland
- Castelo de Belvoir